# Lei de Garantias
Após a ocupação dos Estados Pontifícios em 1870, foi criada a Lei de Garantias que concedia determinadas honras e privilégios ao Papa, similares as usufruídas pelo rei da Itália, incluindo o direito de enviar e receber embaixadores que teriam imunidade diplomática completa, como se o papa ainda tivesse o poder temporal como governante de um Estado. O papado teria, assim, sido objeto de uma lei que o parlamento italiano poderia modificar ou revogar a qualquer momento. A lei foi aprovada pelo Senado e pela Câmara do Parlamento italiano em 13 de maio de 1871.
O Papa Pio IX e seus sucessores se recusaram a reconhecer o direito do rei italiano de reinar sobre o que havia sido anteriormente os Estados Pontifícios, ou o direito do governo italiano de decidir suas prerrogativas e fazer leis para ele. O papa considerou-se um "Prisioneiro no Vaticano", recusando-se a pôr os pés fora dos muros do Vaticano e, assim, colocar-se sob a proteção das forças da lei e da ordem da Itália, até que o Tratado de Latrão de 1929 resolveu a chamada "Questão Romana", estabelecendo a Cidade do Vaticano como um Estado independente e o pagamento de uma compensação à Santa Sé pela perda dos Estados Pontifícios.